# Mirošovské kamenouhelné těžařstvo
Mirošovské kamenouhelné těžařstvo (Miroschauer Steinkohlen-Gewerkschaft), Mirošovsko-libušínské těžařstvo a Mirošovsko-libušínsko-svatoňovická společnost, a.s. (Miroschau-Libuschnin-Schwandowitzer Steinkohlenbergbau, A.G.) byla těžařská společnost v kladenském uhelném revíru a v Malých Svatoňovicích.

## Historie

### Mirošovské kamenouhelné těžařstvo
V mirošovické pánvičce u Rokycan byly malé šachtičky sedláků prodány Františku Jahnlovi a Adolfu Grimmovi, kteří zde založili první jámu v roce 1858 (hloubka 17,5 sáhu) a pak několik dalších šachet a koksovnu. Na výstavbu železniční vlečky do Rokycan (spojení Praha–Plzeň) jim chyběl kapitál a tak nabídli odprodej podílů bankovnímu kapitálu v Brně. Báňský expert Jan Fitze, který byl odeslán nově vzniklým finančním konsorciem do Mirošova, podal do Brna příznivé zprávy a tak bylo založeno Mirošovské kamenouhelné těžařstvo, do jehož čela jako centrální ředitel byl ustanoven právě Jan Fitz. V roce 1868 byla postavena vlečka z Mirošova do Rokycan. Byly zakládány nové doly a tak v Mirošově do začátku 20. století pracovalo na čtyřicet šachet.

### Mirošovsko-libušínské těžařstvo
Kutací práva v oblasti Libušína byla odkoupena společností Viktoria v roce 1881 od Františka Jahnla z Plzně a postoupena v roce 1879 Mirošovskému kamenouhelnému těžařstvu. To začalo v roce 1881 provádět hlubinné vrty v okolí Libušína. Úspěšný byl až třetí vrt, který 10. prosince 1884 v hloubce 431 m navrtal hlavní kladenskou uhelnou sloj o mocnosti 7,9 m. V roce 1885 byl východně od Libušína založen důl Jan. Společnost se přejmenovala na Mirošovsko-libušínské těžařstvo. V roce 1889 společnost získala doly v Malých Svatoňovicích a vytvořilo akciovou společnost Mirošovsko-libušínsko-svatoňovická společnost. V roce 1899 byl založen důl Schoeller. Do roku 1904 se vyčerpaly zásoby uhlí v Mirošově a také přišly potíže s odbytem a na další rozvoj se nedostávalo dalšího kapitálu. Doly Jan a Schoeller v Libušíně byly 1. července 1905 prodány Pražské železářské společnosti. 

### Svatoňovická báňská společnost
Mirošovsko-libušínsko-svatoňovická společnost podnikala na svatoňovicku od roku 1896. Po prodeji dolů Pražské železářské společnosti se přesunula Mirošovsko-libušínsko-svatoňovická společnost  do Malých Svatoňovic a v období 1905–1906 se změnila na Svatoňovickou báňskou společnost (SBS). Po vzniku ČSR vlastnila 131 jednoduchých a 157 dvojitých důlních měr s 28 přebytky což činilo 214 ha pozemků. Mezi hlavní díla patřily štola Ida (1,8 km dlouhá), Slepý důl, Tmavý důl u Jívky, důl U buku (později Pětiletka) a koksovna v Malých Svatoňovicích. V roce 1937 SBS produkovala 227 000 t uhlí.
Dne 1. ledna 1946 byla společnost znárodněna.